# Sosnówka (Niemodlin)
Sosnówka (deutsch Kieferkretscham) ist ein Ort in der Stadt- und Landgemeinde Niemodlin im Powiat Opolski der Woiwodschaft Opole in Polen.

## Geographie
Sosnówka liegt etwa vier Kilometer nordwestlich von Niemodlin (Falkenberg) und 21 Kilometer westlich von Opole (Oppeln) in der Schlesischen Tiefebene. Durch den Ort verläuft die Droga krajowa 46
Nachbarorte von Sosnówka sind im Osten Prądy (Brande), im Südosten Grodziec  (Groditz), im Westen Michałówek (Michelsdorf) und im Norden Mała Góra (Gut Guhrau).

## Geschichte
Kieferkretscham wurde als Kolonie an der Straße von Falkenberg nach Oppeln angelegt. Von 1874 bis 1945 war es ein Ortsteil der Landgemeinde Heidersdorf im Amtsbezirk Schedlau. 1845 bestand im Ort ein Wirtshaus. 1939 lebten in Kieferkretscham 107 Bewohner.
Als Folge des Zweiten Weltkriegs fiel Peiskretscham mit dem größten Teil Schlesiens an Polen. Nachfolgend wurde es in Sosnówka umbenannt und der Woiwodschaft Schlesien eingegliedert. 1950 wurde es der Woiwodschaft Opole zugewiesen. Seit 1999 gehört es zum Powiat Opolski.